# Septeuil
Septeuil település Franciaországban, Yvelines megyében. Lakosainak száma 2234 fő (2022. január 1.). Septeuil Arnouville-lès-Mantes, Boinvilliers, Courgent, Mulcent, Prunay-le-Temple, Rosay és Saint-Martin-des-Champs községekkel határos.

## Népesség
A település népessége az elmúlt években az alábbi módon változott:
| Lakosok száma | 2334 | 2341 | 2368 | 2348 | 2343 | 2349 | 2310 | 2272 | 2234 |
|               | 2013 | 2015 | 2016 | 2017 | 2018 | 2019 | 2020 | 2021 | 2022 |